# مايك راموس (لاعب كرة قدم)
مايك راموس (بالإنجليزية: Mike Ramos)‏ (29 يناير 1991 في الولايات المتحدة - ) هو لاعب كرة قدم أمريكي في مركز الهجوم. لعب مع تاكوما ديفنس وKitsap Pumas ‏.

## وصلات خارجية
- مايك راموس على موقع قاعدة بيانات كرة القدم.إي يو (الإنجليزية)
- مايك راموس على موقع ناشيونال فوتبول تيمز (الإنجليزية)